# Antonio Caetani (cardinal, 1402)
Antonio Caetani, le cardinal d'Aquilée (né à Rome, États pontificaux, vers 1360 et mort le 11 janvier 1412 à Rome) est un cardinal italien du début du XVe siècle. Il est un parent du pape Boniface VIII. D'autres cardinaux de la famille sont Niccolò Caetani (1536), Enrico Caetani (1585), Bonifazio Caetani (1606), Antonio Caetani (1621) et Luigi Caetani (1626).

## Repères biographiques
Antonio Caetani est élu patriarche d'Aquilée en 1395.
Le pape Boniface IX le crée cardinal lors du consistoire du 27 février 1402. Le cardinal Caetani participe au concile de Pise en 1409 et est déposé par le pape Grégoire XII. Il participe au conclave de 1409, lors duquel Alexandre V est élu. L'antipape le nomme administrateur de Fiesole. Caetani ne participe pas au conclave de 1410 (élection de l'antipape Jean XXIII.